# Ashton, Cambridgeshire
Ashton är en by i civil parish Bainton, i distriktet Peterborough, i grevskapet Cambridgeshire i England. Byn är belägen 7 km från Stamford. Ashton var en civil parish 1866–1887 när blev den en del av Bainton. Civil parish hade 106 invånare år 1881.